# Ancien groupe épiscopal de Cimiez
Le  groupe épiscopal de Cimiez situé sur la colline de Cimiez à Nice était centré autour d'une cathédrale paléochrétienne. Désormais en ruine cet ensemble de bâtiments était établi dans les anciens thermes romains de Cimiez. Ce fut le siège du diocèse de Cimiez établi parallèlement à celui qui avait son siège à l'ancienne cathédrale Sainte-Marie du château de Nice.

## Histoire
Au début du Ve siècle, le premier évêque de Cemenelum (actuellement Cimiez), saint Valérien, présent aux conciles de 439 et 442, installe un groupe épiscopal qui comprend la cathédrale, le baptistère, ses dépendances et la résidence de l'évêque. L'ensemble est situé dans la partie Ouest des thermes romains de Cimiez. La basilique est construite sur les murs romains avec des matériaux de réemploi. Les colonnes des thermes du Nord sont utilisées pour l'édification du baptistère.
On connaît par les textes deux évêques de Cimiez d'après Louis Duchesne : 
- Valerianus qui a participé aux conciles de Riez en 439, et au concile de Vaison en 442. Son nom apparaît dans les lettres arlésiennes de 450 et 451, puis dans le différend entre l'abbaye de Lérins et l'évêque de Fréjus discuté au concile d'Arles de 455 ;
- Magnus qui signe au concile d'Orléans de 549 comme évêque de Nice et de Cimiez, et comme évêque de Cimiez au concile d'Arles de 554.

Le diocèse de Cimiez a été réuni à celui de Nice peu après.

## Description

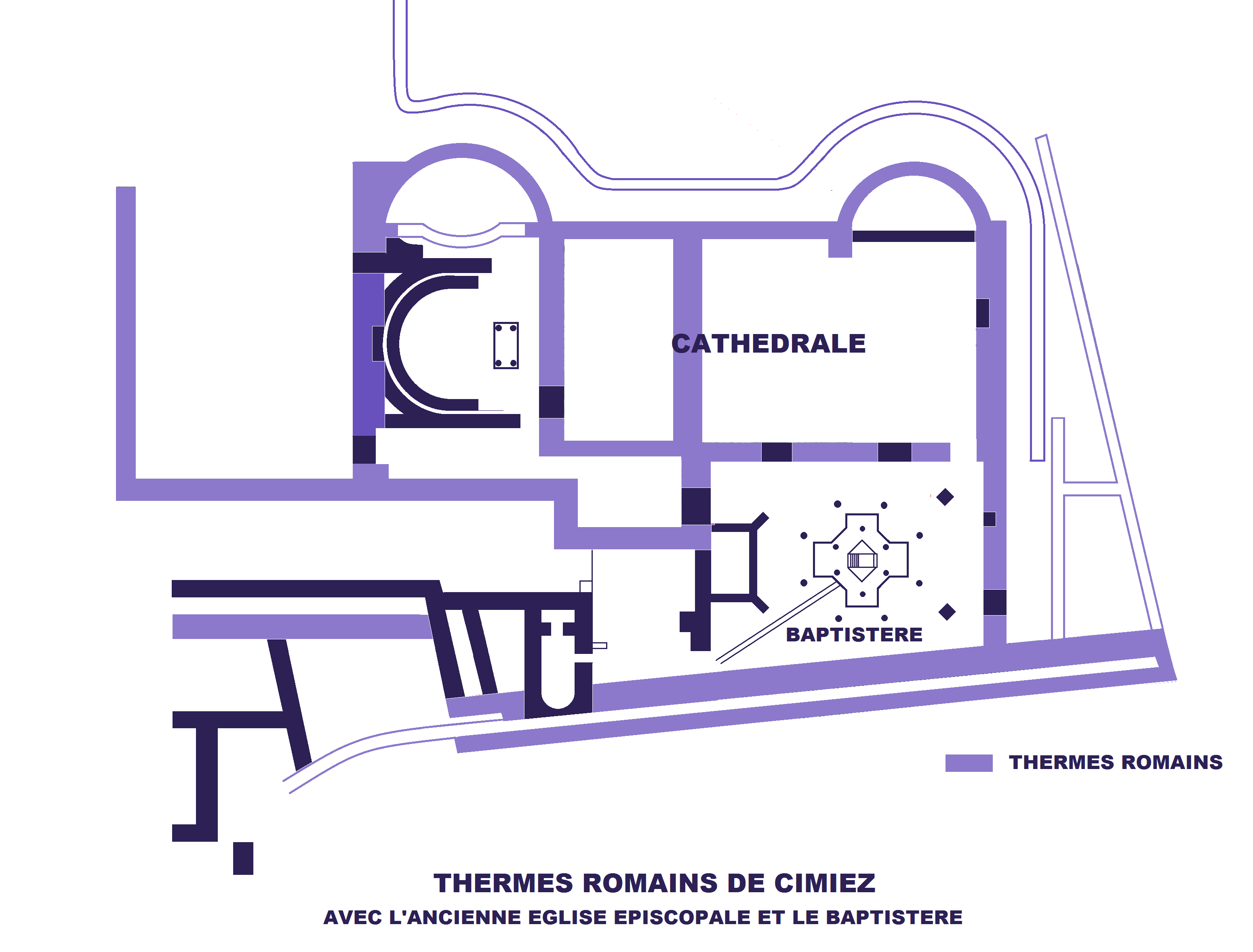
Plan du groupe épiscopal

La cathédrale orientée n'a qu'une seule nef de 27 × 9,50 m couverte de charpente et occupe la totalité des quatre galeries des bains des femmes dont les cloisons sont démolies. Les annexes orientales sont aménagées dans les bâtiments thermaux romains : dans le couloir d'accès et le sudatorium au nord, et l'abside du frigidarium au sud. Les deux sacristies, dont celle du sud est dotée d'une cathèdre, sont de chaque côté de la nef. 
Le baptistère est installé dans les praefurnia au nord avec ses dépendances, le vestiaire et la pièce des ablutions. Le baptistère est une salle rectangulaire avec une rotonde centrale entourée d'un collatéral reposant sur quatre piliers massifs. La faible profondeur de la cuve (50 cm) montre que le baptême est célébré par effusion et non par immersion.
A proximité de la cathédrale se trouve une nécropole de 17 tombes, essentiellement sous tegulae, qui abritaient 24 individus.